# Abbaye de Vlierbeek

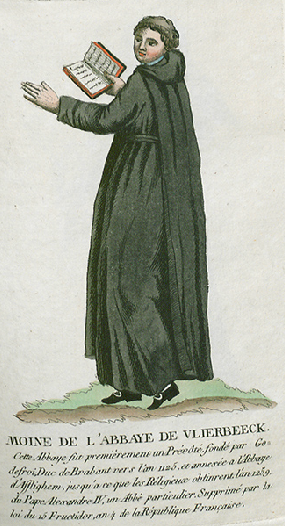
Moine de l'abbaye de Vlierbeeck.

L'abbaye de Vlierbeek, située à Kessel-Lo, au nord-est de Louvain, en Belgique, fut d'abord fondée en 1125 comme prieuré bénédictin de l'abbaye d'Affligem. Ce prieuré accéda au rang d’abbaye en 1163 mais le monastère demeura sous la juridiction d'Affligem jusqu'en 1173.
Du fait des guerres de religion du XVIe siècle, les moines se réfugièrent à l’intérieur des murs de la ville de Louvain durant une soixantaine d’années. À leur retour, ils passèrent au jansénisme.
Des travaux de restauration furent entrepris aux XVIIe et XVIIIe siècles, notamment pour l'église, le bâtiment principal et son cloître, et des dépendances. Laurent-Benoît Dewez fut l’architecte de plans grandioses qui ne seront réalisés que partiellement. En 1795, l’abbaye fut supprimée par le pouvoir révolutionnaire français, les moines expulsés, les biens de l'abbaye vendus. L’ancienne abbatiale est aujourd’hui l'église paroissiale de Kessel-Lo.

## Origine et histoire
Les bénédictins d'Affligem fondent en 1125 un prieuré sur un terrain contenant une propriété du nom de Fliderbeka, à 3km au nord-est de la ville de Louvain, qui leur est offert par Godefroid le Barbu, comte de Louvain. Une cella est établie en 1137, son existence est confirmée par le pape Eugène III en 1148.
Dès 1163, le prieuré accède an rang d’abbaye. Les travaux de sa grande église abbatiale sont terminés en 1170. L'abbaye de Vlierbeek demeure sous la tutelle d'Affligem jusqu'en 1173,.
En 1572, le monastère est ravagé par des bandes de pillards, qui profitent de l’insécurité provoquée par les guerres de religion. Les troupes du prince d'Orange l'anéantisse le 25 septembre 1572. Les moines se réfugient dans leur hôtel à l’intérieur des murs de la ville de Louvain. Ils y restent une soixantaine d’années, ne reconstruisant leur couvent qu'à partir de 1635. Les moines réintègrent ce qui reste de leur abbaye en 1642. Ils suivent alors leur abbé Pierre Paradaens, et se rallient au jansénisme,. 
Des travaux de restauration sont entrepris, qui durent de 1642 à approximativement 1730. Église, bâtiment principal avec son cloître, et dépendances sont restaurés. La situation financière le permettant, de nouveaux travaux sont entrepris à partir de 1776. Laurent-Benoît Dewez en est l’architecte. Des plans grandioses qu’il conçoit, seule l’église (1776-1783), le palais abbatial et le quartier des hôtes sont menés à terme (ce sont les bâtiments que l’on peut voir en 2011). Le cloître est démoli en 1842.

## Suppression de l'abbaye
Le 1er septembre 1795, l’abbaye est officiellement supprimée par le pouvoir révolutionnaire français. Les moines en sont expulsés l’année suivante.
Les biens de l'abbaye sont vendus en deux lots, le mobilier le 17 mars 1797 et l'immobilier le 26 avril 1798. Les bâtiments sont achetés par le Parisien J. Bourdon et sont rétrocédés en 1798 à A. De Beker, homme de paille des religieux. 
Un timide retour de quelques moines en 1801 reste sans lendemain pour l'abbaye, qui ne peut renaître. Le 39e et dernier abbé, Dom Meugens, meurt en 1806. Il était prieur de l'église de Vlierbeek, laquelle devient paroissiale en 1829.

## Description

### L’église abbatiale
- Cette abbatiale est un des chefs-d'œuvre de Laurent-Benoît Dewez, un des grands noms de l’architecture religieuse du XVIIIe siècle. L’édifice est imposant, de conception très homogène, sobre et aux proportions fort harmonieuses. La partie centrale est une vaste rotonde de forme octogonale qu'entourent huit colonnes corinthiennes. Elle est surmontée d’une coupole en pyramide sexagonale. Les ouvertures ont des formes géométriques diverses (en demi-cercle, ou trapézoïdales).
- L’intérieur est sobre et clair. Le chœur des moines, long et étroit, se termine sous une tour carrée surmontée d’un haut clocheton octogonal avec lanterneau. L’atmosphère y est très XVIIIe siècle, avec stalles de style Louis XVI quelques imposants tableaux des XVIIe et XVIIIe siècles. et de hautes statues baroques.

### Autres bâtiments
- Le palais abbatial est strictement classique. Il existe un corps de logis à haut pignon daté 1675, ainsi qu'une remarquable construction ornée de frise et de pilastre qui porte la date 1727. On note sur cette construction les initiales P.P., rappelant le nom de l'abbé constructeur Pierre Paradaens. De plus sont présents divers éléments décoratifs : sphère, soleil, lune, catafalque, croix, tête de mort, mitre, etc.
- Les bâtiments agricoles (XVIIe siècle), les dépendances et la remise à voiture (XVIIIe siècle), et une belle porte d’accès à la propriété avec logement du portier ont été transformés en habitation.
- Des vestiges du cloître sont également visibles au nord de l’église. Il a été décidé, fin 1971, de restaurer quelques-uns de ces anciens bâtiments monastiques dans leur style d'origine[1].

## Visites
L’église est accessible aux visiteurs, le palais abbatial est ouvert au public en certaines occasions. Les autres bâtiments appartiennent au domaine privé.

## Paroisse de Kessel-lo

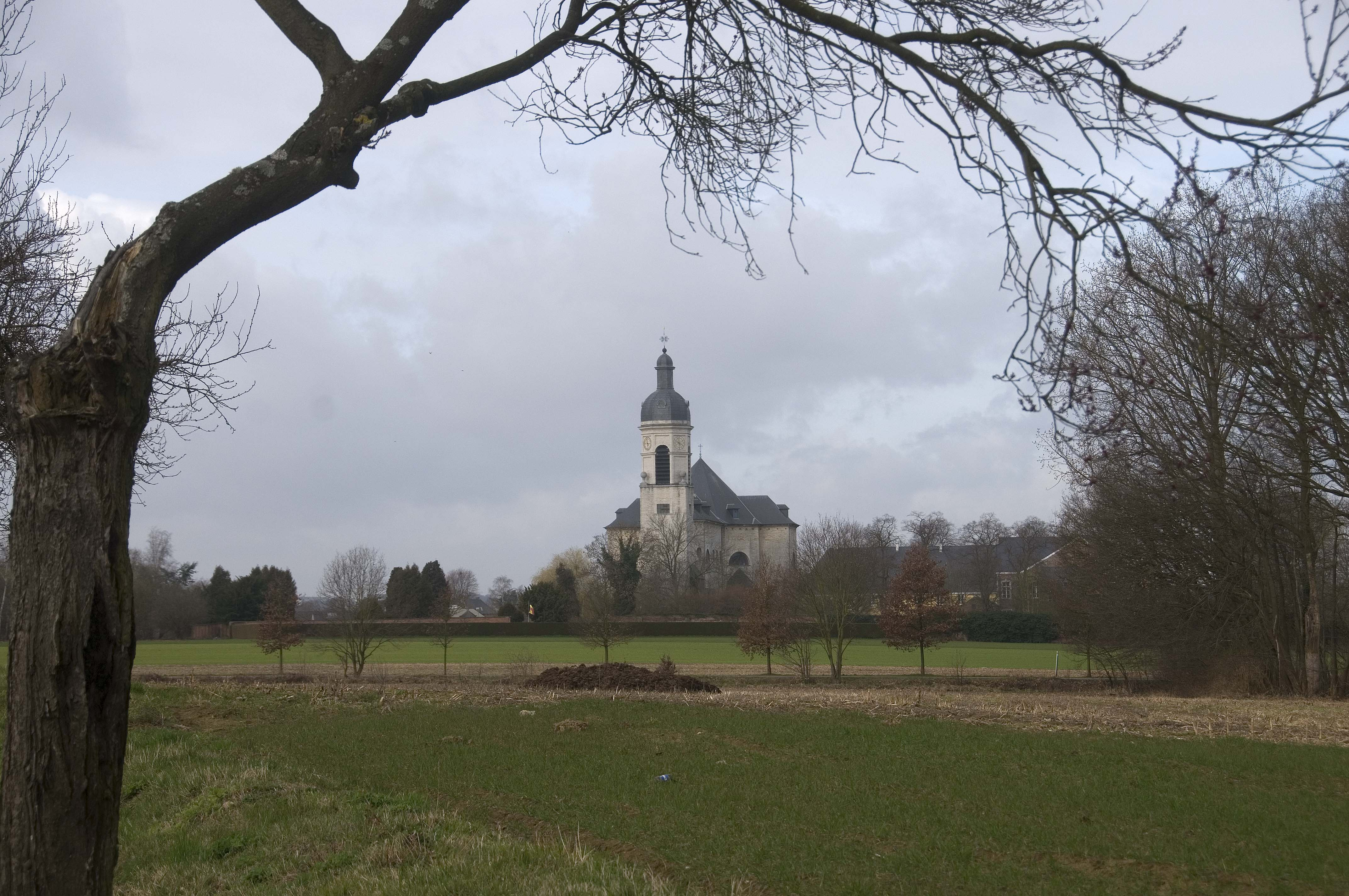
Église abbatiale (aujourd'hui paroissiale).

En 1828, lorsque la commune de Kessel-Lo est créée, Kessel étant détaché de Linden et Lo détaché de Pellenberg, l’abbatiale de Vlierbeek devient l’église principale de la nouvelle paroisse. La propriété est morcelée, certains bâtiments sont transformés et occupés par des particuliers. D’autres, sans usage, sont démolis.